# 铁山乡 (七台河市)
铁山乡，是中华人民共和国黑龙江省七台河市茄子河区下辖的一个乡镇级行政单位。

## 行政区划
铁山乡下辖以下地区：
新发村、创新村、立新村、红星村、铁山村、铁东村、铁西村、四新村、五星村、铁山林场生活区、龙山林场生活区和七矿农副业开发基地生活区。